# Clermontia hawaiiensis
Clermontia hawaiiensis är en klockväxtart som först beskrevs av Wilhelm B. Hillebrand, och fick sitt nu gällande namn av Joseph Rock. Clermontia hawaiiensis ingår i släktet Clermontia, och familjen klockväxter. Inga underarter finns listade i Catalogue of Life.